# پولوکسنا
پولوکسنا (به یونانی: Πολυξένη)، (به انگلیسی: Polyxena) در اسطوره‌های یونانی جوان‌ترین دختر پریاموس و هکابه بود؛ که بعد از سقوط تروآ، توسط یونانی‌ها قربانی شد.

## سرگذشت پولوکسنا

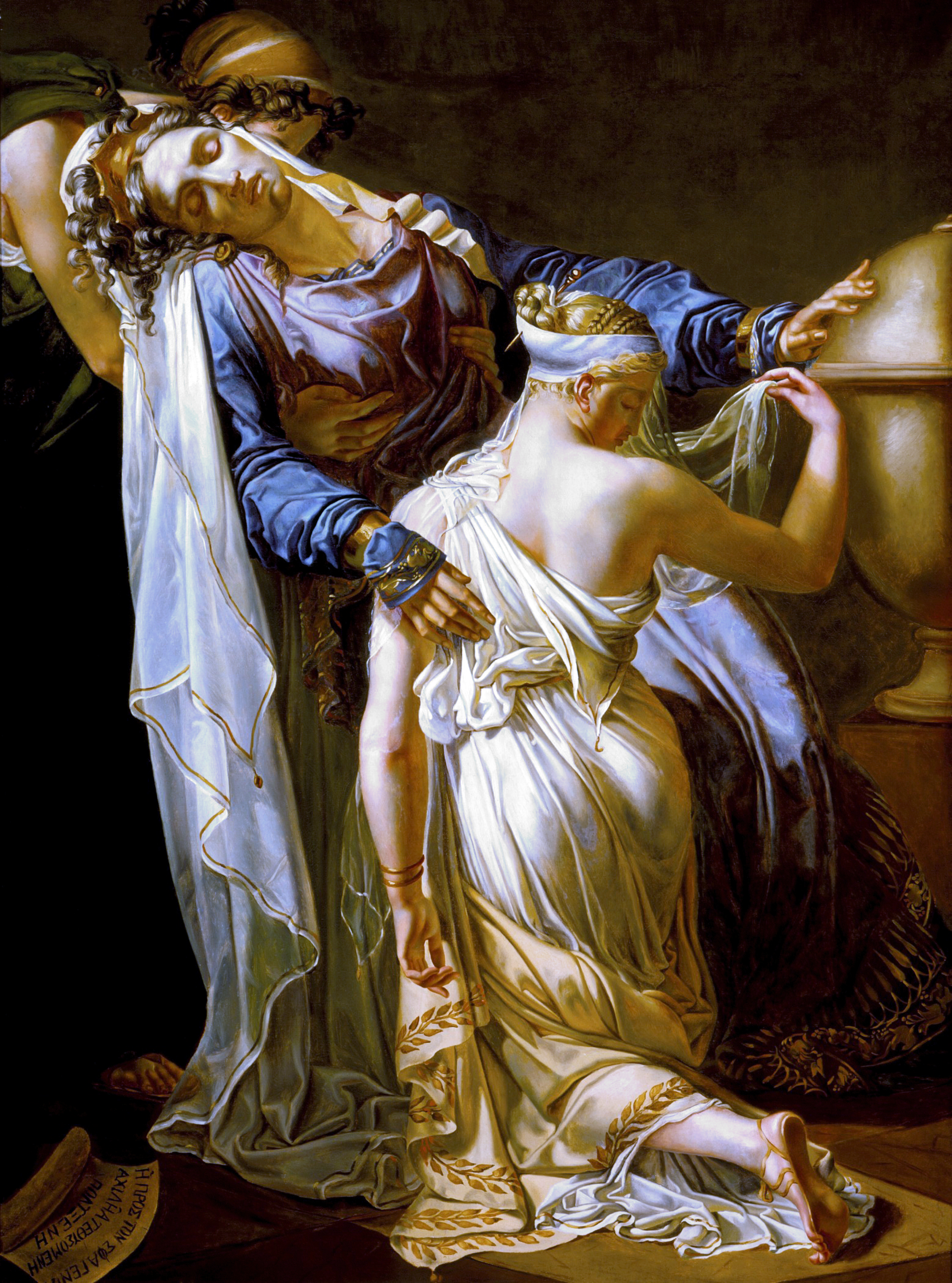
پولوکسنا

پس از آنکه جنگ تروا به پایان رسید، هکابه، همسر پریاموس، جوانترین فرزند خود پولودوروس را با گنجینه‌ای از طلا به نزد پولومنستور پادشاه تراکیا می‌فرستد. پولومنستور که از دوستان پریاموس بوده‌است، به گنجینه پولودوروس طمع می‌کند، او را کشته و جسدش را به دریا می‌افکند. پیکر بیجان پسرک با امواج دریا به ساحل می‌آید، و از آنجا نزد هکابه برده می‌شود. در این وقت، روح اخیلس بادها را از وزیدن بازمی‌دارد، و نمی‌گذارد که کشتی‌های یونان به سوی میهن رهسپار گردند؛ از این روی، یونانیان ناگزیر می‌شوند که پولوکسنا، جوانترین دختر پریاموس و هکابه، را در این راه قربان کنند. تالتوبیوس مأمور اعلام قربانی پولوکسنا به هکابه شد.